# 2000年のバスケットボール
2000年のバスケットボール（2000ねんのバスケットボール）では、2000年（平成12年）のバスケットボール関連の出来事をまとめる。

## できごと
- 3月 - シャンソン化粧品、旧日本リーグ〜Wリーグで前人未到の「10連覇」達成。
- 4月 - 日本初のプロバスケットボールチーム、新潟アルビレックス誕生。
- 9月3日 - さいたまスーパーアリーナ正式開館のこけら落とし「スーパードリームゲーム2000」開催。

## 国際大会
- シドニー五輪
男子
  - 金メダル: アメリカ合衆国
  - 銀メダル: フランス
  - 銅メダル: リトアニア

女子
  - 金メダル: アメリカ合衆国
  - 銀メダル: オーストラリア
  - 銅メダル: ブラジル

## 国内大会

### 日本国内
- 全日本総合バスケットボール選手権大会
男子
  - 優勝:東芝レッドサンダース
  - 準優勝:三菱電機ドルフィンズ

女子
  - 優勝:シャンソン化粧品Vマジック
  - 準優勝:ジャパンエナジーJOMOサンフラワーズ
- Wリーグ
  - 優勝:シャンソン化粧品Vマジック
  - 準優勝:ジャパンエナジーJOMOサンフラワーズ
- バスケットボール日本リーグ
  - 優勝:東芝レッドサンダース
  - 準優勝:いすゞ自動車ギガキャッツ
- 第31回全国高等学校バスケットボール選抜優勝大会
男子
  - 優勝:仙台（宮城）
  - 準優勝:小林（宮崎）

女子
  - 優勝:桜花学園（愛知）
  - 準優勝:薫英女学院（大阪）

### NBA
- NBAファイナル
  - ロサンゼルス・レイカーズ（西） （4勝2敗） インディアナ・ペイサーズ（東）